# Tennis aux Jeux panaméricains de 1999
Navigation
1995 2003
Les compétitions de tennis aux Jeux panaméricains de 1999 ont lieu du 29 juillet 1999 au 5 août 1999 à Winnipeg, au Canada.

## Médaillés
| Simple messieurs | Paul Goldstein (USA)              | Cecil Mamiit (USA)                 | David Nalbandian (ARG)                         |  |  |  |
| Simple messieurs | Paul Goldstein (USA)              | Cecil Mamiit (USA)                 | Paulo Taicher (BRA)                            |  |  |  |
| Double messieurs | Brésil André Sá Paulo Taicher     | Mexique Óscar Ortiz Marco Osorio   | États-Unis Bob Bryan Mike Bryan                |  |  |  |
| Double messieurs | Brésil André Sá Paulo Taicher     | Mexique Óscar Ortiz Marco Osorio   | Venezuela Yohny Romero Maurice Ruah            |  |  |  |
|                  |                                   |                                    |                                                |  |  |  |
| Simple dames     | María Vento-Kabchi (VEN)          | Tara Snyder (USA)                  | Mariana Díaz-Oliva (ARG)                       |  |  |  |
| Simple dames     | María Vento-Kabchi (VEN)          | Tara Snyder (USA)                  | Alexandra Stevenson (USA)                      |  |  |  |
| Double dames     | Brésil Joana Cortez Vanessa Menga | Chili Paula Cabezas Bárbara Castro | Argentine Mariana Díaz-Oliva Clarisa Fernández |  |  |  |
| Double dames     | Brésil Joana Cortez Vanessa Menga | Chili Paula Cabezas Bárbara Castro | Canada Renata Kolbovic Aneta Soukup            |  |  |  |

## Tableau des médailles
| * | Pays hôte |

| Rang  | Nation        | Or | Argent | Bronze | Total |
| ----- | ------------- | -- | ------ | ------ | ----- |
| 1     | Brésil        | 2  | 0      | 1      | 3     |
| 2     | États-Unis    | 1  | 2      | 2      | 5     |
| 3     | Venezuela     | 1  | 0      | 1      | 2     |
| 4     | Chili Mexique | 0  | 1      | 0      | 1     |
| 6     | Argentine     | 0  | 0      | 3      | 3     |
| 7     | Canada *      | 0  | 0      | 1      | 1     |
| Total | Total         | 4  | 4      | 8      | 16    |

Source : (en) Classement par nations.